# Ligue des champions féminine de l'UEFA 2012-2013
Navigation
Édition précédente Édition suivante
La Ligue des champions féminine de l'UEFA 2012-2013 est la douzième édition de la plus importante compétition inter-clubs européenne de football féminin. 
Elle se déroule lors de la saison 2012-2013 et oppose les vainqueurs des différents championnats européens de la saison précédente ainsi que les dauphins des huit meilleurs championnats.
La finale se déroule à Londres au stade de Stamford Bridge et voit la victoire du VfL Wolfsbourg face à l'Olympique lyonnais sur le score d'un but à zéro.

## Participants
Le schéma de qualification de la Ligue des champions féminine de l'UEFA 2012-2013 est le suivant :
- les huit meilleures associations les mieux classées au coefficient UEFA à l'issue de la saison 2010-2011 ont leurs clubs champion et vice-champion qualifiés directement pour les seizièmes de finale,
- les six meilleures associations suivantes au coefficient UEFA ont uniquement leurs clubs champion qualifié directement pour les seizièmes de finale,
- les trente-deux autres associations présentant un club pour cette compétition passe par une phase de qualification pour rejoindre les vingt-deux autres équipes.

Contrairement à la Ligue des champions masculine, les fédérations européennes ne présentent pas toutes une équipe, donc le nombre exact d'équipes n'est pas fixé jusqu'à ce que la liste d'accès soit complètement connue.
Le Luxembourg ne présente pas de représentant contrairement à la saison précédente alors que le Monténégro présente pour la première fois une équipe dans la compétition.
| Seizièmes de finale | Seizièmes de finale | Seizièmes de finale | Seizièmes de finale | Seizièmes de finale | Seizièmes de finale | Seizièmes de finale | Seizièmes de finale | Seizièmes de finale | Seizièmes de finale | Seizièmes de finale | Seizièmes de finale | Seizièmes de finale | Seizièmes de finale | Seizièmes de finale | Seizièmes de finale |
| --- | --- | --- | --- | --- | --- | --- | --- | --- | --- | --- | --- | --- | --- | --- | --- |
| - FFC Turbine Potsdam Champion d'Allemagne 2011-2012 - VfL Wolfsbourg Vice-champion d'Allemagne 2011-2012 - Olympique lyonnais Champion de France 2011-2012 - FCF Juvisy Vice-champion de France 2011-2012 - LBFC Malmö Champion de Suède 2011 - Kopparbergs/Göteborg FC Vice-champion de Suède 2011 - Arsenal LFC Champion d'Angleterre 2011 - Birmingham City LFC Vice-champion d'Angleterre 2011 - WFC Rossiyanka Champion de Russie 2011 - FK Zorkiy Krasnogorsk Vice-champion de Russie 2011 - Brøndby IF Champion du Danemark 2011-2012 | - FFC Turbine Potsdam Champion d'Allemagne 2011-2012 - VfL Wolfsbourg Vice-champion d'Allemagne 2011-2012 - Olympique lyonnais Champion de France 2011-2012 - FCF Juvisy Vice-champion de France 2011-2012 - LBFC Malmö Champion de Suède 2011 - Kopparbergs/Göteborg FC Vice-champion de Suède 2011 - Arsenal LFC Champion d'Angleterre 2011 - Birmingham City LFC Vice-champion d'Angleterre 2011 - WFC Rossiyanka Champion de Russie 2011 - FK Zorkiy Krasnogorsk Vice-champion de Russie 2011 - Brøndby IF Champion du Danemark 2011-2012 | - FFC Turbine Potsdam Champion d'Allemagne 2011-2012 - VfL Wolfsbourg Vice-champion d'Allemagne 2011-2012 - Olympique lyonnais Champion de France 2011-2012 - FCF Juvisy Vice-champion de France 2011-2012 - LBFC Malmö Champion de Suède 2011 - Kopparbergs/Göteborg FC Vice-champion de Suède 2011 - Arsenal LFC Champion d'Angleterre 2011 - Birmingham City LFC Vice-champion d'Angleterre 2011 - WFC Rossiyanka Champion de Russie 2011 - FK Zorkiy Krasnogorsk Vice-champion de Russie 2011 - Brøndby IF Champion du Danemark 2011-2012 | - FFC Turbine Potsdam Champion d'Allemagne 2011-2012 - VfL Wolfsbourg Vice-champion d'Allemagne 2011-2012 - Olympique lyonnais Champion de France 2011-2012 - FCF Juvisy Vice-champion de France 2011-2012 - LBFC Malmö Champion de Suède 2011 - Kopparbergs/Göteborg FC Vice-champion de Suède 2011 - Arsenal LFC Champion d'Angleterre 2011 - Birmingham City LFC Vice-champion d'Angleterre 2011 - WFC Rossiyanka Champion de Russie 2011 - FK Zorkiy Krasnogorsk Vice-champion de Russie 2011 - Brøndby IF Champion du Danemark 2011-2012 | - FFC Turbine Potsdam Champion d'Allemagne 2011-2012 - VfL Wolfsbourg Vice-champion d'Allemagne 2011-2012 - Olympique lyonnais Champion de France 2011-2012 - FCF Juvisy Vice-champion de France 2011-2012 - LBFC Malmö Champion de Suède 2011 - Kopparbergs/Göteborg FC Vice-champion de Suède 2011 - Arsenal LFC Champion d'Angleterre 2011 - Birmingham City LFC Vice-champion d'Angleterre 2011 - WFC Rossiyanka Champion de Russie 2011 - FK Zorkiy Krasnogorsk Vice-champion de Russie 2011 - Brøndby IF Champion du Danemark 2011-2012 | - FFC Turbine Potsdam Champion d'Allemagne 2011-2012 - VfL Wolfsbourg Vice-champion d'Allemagne 2011-2012 - Olympique lyonnais Champion de France 2011-2012 - FCF Juvisy Vice-champion de France 2011-2012 - LBFC Malmö Champion de Suède 2011 - Kopparbergs/Göteborg FC Vice-champion de Suède 2011 - Arsenal LFC Champion d'Angleterre 2011 - Birmingham City LFC Vice-champion d'Angleterre 2011 - WFC Rossiyanka Champion de Russie 2011 - FK Zorkiy Krasnogorsk Vice-champion de Russie 2011 - Brøndby IF Champion du Danemark 2011-2012 | - FFC Turbine Potsdam Champion d'Allemagne 2011-2012 - VfL Wolfsbourg Vice-champion d'Allemagne 2011-2012 - Olympique lyonnais Champion de France 2011-2012 - FCF Juvisy Vice-champion de France 2011-2012 - LBFC Malmö Champion de Suède 2011 - Kopparbergs/Göteborg FC Vice-champion de Suède 2011 - Arsenal LFC Champion d'Angleterre 2011 - Birmingham City LFC Vice-champion d'Angleterre 2011 - WFC Rossiyanka Champion de Russie 2011 - FK Zorkiy Krasnogorsk Vice-champion de Russie 2011 - Brøndby IF Champion du Danemark 2011-2012 | - FFC Turbine Potsdam Champion d'Allemagne 2011-2012 - VfL Wolfsbourg Vice-champion d'Allemagne 2011-2012 - Olympique lyonnais Champion de France 2011-2012 - FCF Juvisy Vice-champion de France 2011-2012 - LBFC Malmö Champion de Suède 2011 - Kopparbergs/Göteborg FC Vice-champion de Suède 2011 - Arsenal LFC Champion d'Angleterre 2011 - Birmingham City LFC Vice-champion d'Angleterre 2011 - WFC Rossiyanka Champion de Russie 2011 - FK Zorkiy Krasnogorsk Vice-champion de Russie 2011 - Brøndby IF Champion du Danemark 2011-2012 | - Fortuna Hjørring Vice-champion du Danemark 2011-2012 - Torres CF Champion d'Italie 2011-2012 - ASDCF Bardolino Vérone Vice-champion d'Italie 2011-2012 - Røa IL Champion de Norvège 2011 - Stabæk Fotball Vice-champion de Norvège 2011 - Ungmennafélagið Stjarnan Champion d'Islande 2011 - SV Neulengbach Champion d'Autriche 2011-2012 - FC Barcelone Champion d'Espagne 2011-2012 - AC Sparta Prague Champion de République tchèque 2011-2012 - Standard de Liège Champion de Belgique 2011-2012 - ADO La Haye Champion des Pays-Bas 2011-2012 | - Fortuna Hjørring Vice-champion du Danemark 2011-2012 - Torres CF Champion d'Italie 2011-2012 - ASDCF Bardolino Vérone Vice-champion d'Italie 2011-2012 - Røa IL Champion de Norvège 2011 - Stabæk Fotball Vice-champion de Norvège 2011 - Ungmennafélagið Stjarnan Champion d'Islande 2011 - SV Neulengbach Champion d'Autriche 2011-2012 - FC Barcelone Champion d'Espagne 2011-2012 - AC Sparta Prague Champion de République tchèque 2011-2012 - Standard de Liège Champion de Belgique 2011-2012 - ADO La Haye Champion des Pays-Bas 2011-2012 | - Fortuna Hjørring Vice-champion du Danemark 2011-2012 - Torres CF Champion d'Italie 2011-2012 - ASDCF Bardolino Vérone Vice-champion d'Italie 2011-2012 - Røa IL Champion de Norvège 2011 - Stabæk Fotball Vice-champion de Norvège 2011 - Ungmennafélagið Stjarnan Champion d'Islande 2011 - SV Neulengbach Champion d'Autriche 2011-2012 - FC Barcelone Champion d'Espagne 2011-2012 - AC Sparta Prague Champion de République tchèque 2011-2012 - Standard de Liège Champion de Belgique 2011-2012 - ADO La Haye Champion des Pays-Bas 2011-2012 | - Fortuna Hjørring Vice-champion du Danemark 2011-2012 - Torres CF Champion d'Italie 2011-2012 - ASDCF Bardolino Vérone Vice-champion d'Italie 2011-2012 - Røa IL Champion de Norvège 2011 - Stabæk Fotball Vice-champion de Norvège 2011 - Ungmennafélagið Stjarnan Champion d'Islande 2011 - SV Neulengbach Champion d'Autriche 2011-2012 - FC Barcelone Champion d'Espagne 2011-2012 - AC Sparta Prague Champion de République tchèque 2011-2012 - Standard de Liège Champion de Belgique 2011-2012 - ADO La Haye Champion des Pays-Bas 2011-2012 | - Fortuna Hjørring Vice-champion du Danemark 2011-2012 - Torres CF Champion d'Italie 2011-2012 - ASDCF Bardolino Vérone Vice-champion d'Italie 2011-2012 - Røa IL Champion de Norvège 2011 - Stabæk Fotball Vice-champion de Norvège 2011 - Ungmennafélagið Stjarnan Champion d'Islande 2011 - SV Neulengbach Champion d'Autriche 2011-2012 - FC Barcelone Champion d'Espagne 2011-2012 - AC Sparta Prague Champion de République tchèque 2011-2012 - Standard de Liège Champion de Belgique 2011-2012 - ADO La Haye Champion des Pays-Bas 2011-2012 | - Fortuna Hjørring Vice-champion du Danemark 2011-2012 - Torres CF Champion d'Italie 2011-2012 - ASDCF Bardolino Vérone Vice-champion d'Italie 2011-2012 - Røa IL Champion de Norvège 2011 - Stabæk Fotball Vice-champion de Norvège 2011 - Ungmennafélagið Stjarnan Champion d'Islande 2011 - SV Neulengbach Champion d'Autriche 2011-2012 - FC Barcelone Champion d'Espagne 2011-2012 - AC Sparta Prague Champion de République tchèque 2011-2012 - Standard de Liège Champion de Belgique 2011-2012 - ADO La Haye Champion des Pays-Bas 2011-2012 | - Fortuna Hjørring Vice-champion du Danemark 2011-2012 - Torres CF Champion d'Italie 2011-2012 - ASDCF Bardolino Vérone Vice-champion d'Italie 2011-2012 - Røa IL Champion de Norvège 2011 - Stabæk Fotball Vice-champion de Norvège 2011 - Ungmennafélagið Stjarnan Champion d'Islande 2011 - SV Neulengbach Champion d'Autriche 2011-2012 - FC Barcelone Champion d'Espagne 2011-2012 - AC Sparta Prague Champion de République tchèque 2011-2012 - Standard de Liège Champion de Belgique 2011-2012 - ADO La Haye Champion des Pays-Bas 2011-2012 | - Fortuna Hjørring Vice-champion du Danemark 2011-2012 - Torres CF Champion d'Italie 2011-2012 - ASDCF Bardolino Vérone Vice-champion d'Italie 2011-2012 - Røa IL Champion de Norvège 2011 - Stabæk Fotball Vice-champion de Norvège 2011 - Ungmennafélagið Stjarnan Champion d'Islande 2011 - SV Neulengbach Champion d'Autriche 2011-2012 - FC Barcelone Champion d'Espagne 2011-2012 - AC Sparta Prague Champion de République tchèque 2011-2012 - Standard de Liège Champion de Belgique 2011-2012 - ADO La Haye Champion des Pays-Bas 2011-2012 |
| Phase de qualification | | | | | | | | | | | | | | | |
| - FC Bobruitchanka Champion de Biélorussie 2011 - BIIK Kazygurt Champion de Kazakhstan 2011 - RTP Unia Racibórz Champion de Pologne 2011-2012 - Zhytlobud-1 Kharkiv Champion d'Ukraine 2011-2012 - PK-35 Vantaa Champion de Finlande 2011 - MTK Budapest (en) Champion de Hongrie 2011-2012 - PAOK Salonique Champion de Grèce 2011-2012 - FCF Zürich Champion de Suisse 2011-2012 - ŽFK Spartak Subotica Champion de Serbie 2011-2012 - Glasgow City LFC Champion d'Écosse 2011 - FC NSA Sofia Champion de Bulgarie 2011-2012 - SU 1° Dezembro Champion du Portugal 2011-2012 - CFF Olimpia Cluj-Napoca Champion de Roumanie 2011-2012 - ŽNK SFK 2000 Sarajevo Champion de Bosnie-Herzégovine 2011-2012 - ŽNK Pomurje Champion de Slovénie 2011-2012 - ASA Tel-Aviv Champion d'Israël 2011-2012 | - FC Bobruitchanka Champion de Biélorussie 2011 - BIIK Kazygurt Champion de Kazakhstan 2011 - RTP Unia Racibórz Champion de Pologne 2011-2012 - Zhytlobud-1 Kharkiv Champion d'Ukraine 2011-2012 - PK-35 Vantaa Champion de Finlande 2011 - MTK Budapest (en) Champion de Hongrie 2011-2012 - PAOK Salonique Champion de Grèce 2011-2012 - FCF Zürich Champion de Suisse 2011-2012 - ŽFK Spartak Subotica Champion de Serbie 2011-2012 - Glasgow City LFC Champion d'Écosse 2011 - FC NSA Sofia Champion de Bulgarie 2011-2012 - SU 1° Dezembro Champion du Portugal 2011-2012 - CFF Olimpia Cluj-Napoca Champion de Roumanie 2011-2012 - ŽNK SFK 2000 Sarajevo Champion de Bosnie-Herzégovine 2011-2012 - ŽNK Pomurje Champion de Slovénie 2011-2012 - ASA Tel-Aviv Champion d'Israël 2011-2012 | - FC Bobruitchanka Champion de Biélorussie 2011 - BIIK Kazygurt Champion de Kazakhstan 2011 - RTP Unia Racibórz Champion de Pologne 2011-2012 - Zhytlobud-1 Kharkiv Champion d'Ukraine 2011-2012 - PK-35 Vantaa Champion de Finlande 2011 - MTK Budapest (en) Champion de Hongrie 2011-2012 - PAOK Salonique Champion de Grèce 2011-2012 - FCF Zürich Champion de Suisse 2011-2012 - ŽFK Spartak Subotica Champion de Serbie 2011-2012 - Glasgow City LFC Champion d'Écosse 2011 - FC NSA Sofia Champion de Bulgarie 2011-2012 - SU 1° Dezembro Champion du Portugal 2011-2012 - CFF Olimpia Cluj-Napoca Champion de Roumanie 2011-2012 - ŽNK SFK 2000 Sarajevo Champion de Bosnie-Herzégovine 2011-2012 - ŽNK Pomurje Champion de Slovénie 2011-2012 - ASA Tel-Aviv Champion d'Israël 2011-2012 | - FC Bobruitchanka Champion de Biélorussie 2011 - BIIK Kazygurt Champion de Kazakhstan 2011 - RTP Unia Racibórz Champion de Pologne 2011-2012 - Zhytlobud-1 Kharkiv Champion d'Ukraine 2011-2012 - PK-35 Vantaa Champion de Finlande 2011 - MTK Budapest (en) Champion de Hongrie 2011-2012 - PAOK Salonique Champion de Grèce 2011-2012 - FCF Zürich Champion de Suisse 2011-2012 - ŽFK Spartak Subotica Champion de Serbie 2011-2012 - Glasgow City LFC Champion d'Écosse 2011 - FC NSA Sofia Champion de Bulgarie 2011-2012 - SU 1° Dezembro Champion du Portugal 2011-2012 - CFF Olimpia Cluj-Napoca Champion de Roumanie 2011-2012 - ŽNK SFK 2000 Sarajevo Champion de Bosnie-Herzégovine 2011-2012 - ŽNK Pomurje Champion de Slovénie 2011-2012 - ASA Tel-Aviv Champion d'Israël 2011-2012 | - FC Bobruitchanka Champion de Biélorussie 2011 - BIIK Kazygurt Champion de Kazakhstan 2011 - RTP Unia Racibórz Champion de Pologne 2011-2012 - Zhytlobud-1 Kharkiv Champion d'Ukraine 2011-2012 - PK-35 Vantaa Champion de Finlande 2011 - MTK Budapest (en) Champion de Hongrie 2011-2012 - PAOK Salonique Champion de Grèce 2011-2012 - FCF Zürich Champion de Suisse 2011-2012 - ŽFK Spartak Subotica Champion de Serbie 2011-2012 - Glasgow City LFC Champion d'Écosse 2011 - FC NSA Sofia Champion de Bulgarie 2011-2012 - SU 1° Dezembro Champion du Portugal 2011-2012 - CFF Olimpia Cluj-Napoca Champion de Roumanie 2011-2012 - ŽNK SFK 2000 Sarajevo Champion de Bosnie-Herzégovine 2011-2012 - ŽNK Pomurje Champion de Slovénie 2011-2012 - ASA Tel-Aviv Champion d'Israël 2011-2012 | - FC Bobruitchanka Champion de Biélorussie 2011 - BIIK Kazygurt Champion de Kazakhstan 2011 - RTP Unia Racibórz Champion de Pologne 2011-2012 - Zhytlobud-1 Kharkiv Champion d'Ukraine 2011-2012 - PK-35 Vantaa Champion de Finlande 2011 - MTK Budapest (en) Champion de Hongrie 2011-2012 - PAOK Salonique Champion de Grèce 2011-2012 - FCF Zürich Champion de Suisse 2011-2012 - ŽFK Spartak Subotica Champion de Serbie 2011-2012 - Glasgow City LFC Champion d'Écosse 2011 - FC NSA Sofia Champion de Bulgarie 2011-2012 - SU 1° Dezembro Champion du Portugal 2011-2012 - CFF Olimpia Cluj-Napoca Champion de Roumanie 2011-2012 - ŽNK SFK 2000 Sarajevo Champion de Bosnie-Herzégovine 2011-2012 - ŽNK Pomurje Champion de Slovénie 2011-2012 - ASA Tel-Aviv Champion d'Israël 2011-2012 | - FC Bobruitchanka Champion de Biélorussie 2011 - BIIK Kazygurt Champion de Kazakhstan 2011 - RTP Unia Racibórz Champion de Pologne 2011-2012 - Zhytlobud-1 Kharkiv Champion d'Ukraine 2011-2012 - PK-35 Vantaa Champion de Finlande 2011 - MTK Budapest (en) Champion de Hongrie 2011-2012 - PAOK Salonique Champion de Grèce 2011-2012 - FCF Zürich Champion de Suisse 2011-2012 - ŽFK Spartak Subotica Champion de Serbie 2011-2012 - Glasgow City LFC Champion d'Écosse 2011 - FC NSA Sofia Champion de Bulgarie 2011-2012 - SU 1° Dezembro Champion du Portugal 2011-2012 - CFF Olimpia Cluj-Napoca Champion de Roumanie 2011-2012 - ŽNK SFK 2000 Sarajevo Champion de Bosnie-Herzégovine 2011-2012 - ŽNK Pomurje Champion de Slovénie 2011-2012 - ASA Tel-Aviv Champion d'Israël 2011-2012 | - FC Bobruitchanka Champion de Biélorussie 2011 - BIIK Kazygurt Champion de Kazakhstan 2011 - RTP Unia Racibórz Champion de Pologne 2011-2012 - Zhytlobud-1 Kharkiv Champion d'Ukraine 2011-2012 - PK-35 Vantaa Champion de Finlande 2011 - MTK Budapest (en) Champion de Hongrie 2011-2012 - PAOK Salonique Champion de Grèce 2011-2012 - FCF Zürich Champion de Suisse 2011-2012 - ŽFK Spartak Subotica Champion de Serbie 2011-2012 - Glasgow City LFC Champion d'Écosse 2011 - FC NSA Sofia Champion de Bulgarie 2011-2012 - SU 1° Dezembro Champion du Portugal 2011-2012 - CFF Olimpia Cluj-Napoca Champion de Roumanie 2011-2012 - ŽNK SFK 2000 Sarajevo Champion de Bosnie-Herzégovine 2011-2012 - ŽNK Pomurje Champion de Slovénie 2011-2012 - ASA Tel-Aviv Champion d'Israël 2011-2012 | - FK Gintra Universitetas Champion de Lituanie 2011 - Apollon Limassol LFC Champion de Chypre 2011-2012 - Cardiff Metropolitan LAFC Champion du pays de Galles 2011-2012 - ŠK Slovan Bratislava Champion de Slovaquie 2011-2012 - KÍ Klaksvík Champion des Îles Féroé 2011 - Peamount United Champion d'Irlande 2011-2012 - ŽNK Osijek Champion de Croatie 2011-2012 - FC Noroc Champion de Moldavie 2011-2012 - Glentoran Belfast United Champion d'Irlande du Nord 2011 - Ataşehir Belediyesi Champion de Turquie 2011-2012 - Pärnu JK Champion d'Estonie 2011 - ZFK Naše Taksi Champion de Macédoine 2011-2012 - KS Ada Velipojë Champion d'Albanie 2011-2012 - Skonto Riga Champion de Lettonie 2011 - Birkirkara FC Champion de Malte 2011-2012 - ŽFK Ekonomist Champion du Monténégro 2011-2012 | - FK Gintra Universitetas Champion de Lituanie 2011 - Apollon Limassol LFC Champion de Chypre 2011-2012 - Cardiff Metropolitan LAFC Champion du pays de Galles 2011-2012 - ŠK Slovan Bratislava Champion de Slovaquie 2011-2012 - KÍ Klaksvík Champion des Îles Féroé 2011 - Peamount United Champion d'Irlande 2011-2012 - ŽNK Osijek Champion de Croatie 2011-2012 - FC Noroc Champion de Moldavie 2011-2012 - Glentoran Belfast United Champion d'Irlande du Nord 2011 - Ataşehir Belediyesi Champion de Turquie 2011-2012 - Pärnu JK Champion d'Estonie 2011 - ZFK Naše Taksi Champion de Macédoine 2011-2012 - KS Ada Velipojë Champion d'Albanie 2011-2012 - Skonto Riga Champion de Lettonie 2011 - Birkirkara FC Champion de Malte 2011-2012 - ŽFK Ekonomist Champion du Monténégro 2011-2012 | - FK Gintra Universitetas Champion de Lituanie 2011 - Apollon Limassol LFC Champion de Chypre 2011-2012 - Cardiff Metropolitan LAFC Champion du pays de Galles 2011-2012 - ŠK Slovan Bratislava Champion de Slovaquie 2011-2012 - KÍ Klaksvík Champion des Îles Féroé 2011 - Peamount United Champion d'Irlande 2011-2012 - ŽNK Osijek Champion de Croatie 2011-2012 - FC Noroc Champion de Moldavie 2011-2012 - Glentoran Belfast United Champion d'Irlande du Nord 2011 - Ataşehir Belediyesi Champion de Turquie 2011-2012 - Pärnu JK Champion d'Estonie 2011 - ZFK Naše Taksi Champion de Macédoine 2011-2012 - KS Ada Velipojë Champion d'Albanie 2011-2012 - Skonto Riga Champion de Lettonie 2011 - Birkirkara FC Champion de Malte 2011-2012 - ŽFK Ekonomist Champion du Monténégro 2011-2012 | - FK Gintra Universitetas Champion de Lituanie 2011 - Apollon Limassol LFC Champion de Chypre 2011-2012 - Cardiff Metropolitan LAFC Champion du pays de Galles 2011-2012 - ŠK Slovan Bratislava Champion de Slovaquie 2011-2012 - KÍ Klaksvík Champion des Îles Féroé 2011 - Peamount United Champion d'Irlande 2011-2012 - ŽNK Osijek Champion de Croatie 2011-2012 - FC Noroc Champion de Moldavie 2011-2012 - Glentoran Belfast United Champion d'Irlande du Nord 2011 - Ataşehir Belediyesi Champion de Turquie 2011-2012 - Pärnu JK Champion d'Estonie 2011 - ZFK Naše Taksi Champion de Macédoine 2011-2012 - KS Ada Velipojë Champion d'Albanie 2011-2012 - Skonto Riga Champion de Lettonie 2011 - Birkirkara FC Champion de Malte 2011-2012 - ŽFK Ekonomist Champion du Monténégro 2011-2012 | - FK Gintra Universitetas Champion de Lituanie 2011 - Apollon Limassol LFC Champion de Chypre 2011-2012 - Cardiff Metropolitan LAFC Champion du pays de Galles 2011-2012 - ŠK Slovan Bratislava Champion de Slovaquie 2011-2012 - KÍ Klaksvík Champion des Îles Féroé 2011 - Peamount United Champion d'Irlande 2011-2012 - ŽNK Osijek Champion de Croatie 2011-2012 - FC Noroc Champion de Moldavie 2011-2012 - Glentoran Belfast United Champion d'Irlande du Nord 2011 - Ataşehir Belediyesi Champion de Turquie 2011-2012 - Pärnu JK Champion d'Estonie 2011 - ZFK Naše Taksi Champion de Macédoine 2011-2012 - KS Ada Velipojë Champion d'Albanie 2011-2012 - Skonto Riga Champion de Lettonie 2011 - Birkirkara FC Champion de Malte 2011-2012 - ŽFK Ekonomist Champion du Monténégro 2011-2012 | - FK Gintra Universitetas Champion de Lituanie 2011 - Apollon Limassol LFC Champion de Chypre 2011-2012 - Cardiff Metropolitan LAFC Champion du pays de Galles 2011-2012 - ŠK Slovan Bratislava Champion de Slovaquie 2011-2012 - KÍ Klaksvík Champion des Îles Féroé 2011 - Peamount United Champion d'Irlande 2011-2012 - ŽNK Osijek Champion de Croatie 2011-2012 - FC Noroc Champion de Moldavie 2011-2012 - Glentoran Belfast United Champion d'Irlande du Nord 2011 - Ataşehir Belediyesi Champion de Turquie 2011-2012 - Pärnu JK Champion d'Estonie 2011 - ZFK Naše Taksi Champion de Macédoine 2011-2012 - KS Ada Velipojë Champion d'Albanie 2011-2012 - Skonto Riga Champion de Lettonie 2011 - Birkirkara FC Champion de Malte 2011-2012 - ŽFK Ekonomist Champion du Monténégro 2011-2012 | - FK Gintra Universitetas Champion de Lituanie 2011 - Apollon Limassol LFC Champion de Chypre 2011-2012 - Cardiff Metropolitan LAFC Champion du pays de Galles 2011-2012 - ŠK Slovan Bratislava Champion de Slovaquie 2011-2012 - KÍ Klaksvík Champion des Îles Féroé 2011 - Peamount United Champion d'Irlande 2011-2012 - ŽNK Osijek Champion de Croatie 2011-2012 - FC Noroc Champion de Moldavie 2011-2012 - Glentoran Belfast United Champion d'Irlande du Nord 2011 - Ataşehir Belediyesi Champion de Turquie 2011-2012 - Pärnu JK Champion d'Estonie 2011 - ZFK Naše Taksi Champion de Macédoine 2011-2012 - KS Ada Velipojë Champion d'Albanie 2011-2012 - Skonto Riga Champion de Lettonie 2011 - Birkirkara FC Champion de Malte 2011-2012 - ŽFK Ekonomist Champion du Monténégro 2011-2012 | - FK Gintra Universitetas Champion de Lituanie 2011 - Apollon Limassol LFC Champion de Chypre 2011-2012 - Cardiff Metropolitan LAFC Champion du pays de Galles 2011-2012 - ŠK Slovan Bratislava Champion de Slovaquie 2011-2012 - KÍ Klaksvík Champion des Îles Féroé 2011 - Peamount United Champion d'Irlande 2011-2012 - ŽNK Osijek Champion de Croatie 2011-2012 - FC Noroc Champion de Moldavie 2011-2012 - Glentoran Belfast United Champion d'Irlande du Nord 2011 - Ataşehir Belediyesi Champion de Turquie 2011-2012 - Pärnu JK Champion d'Estonie 2011 - ZFK Naše Taksi Champion de Macédoine 2011-2012 - KS Ada Velipojë Champion d'Albanie 2011-2012 - Skonto Riga Champion de Lettonie 2011 - Birkirkara FC Champion de Malte 2011-2012 - ŽFK Ekonomist Champion du Monténégro 2011-2012 |

## Calendrier
| Nom                           | Date aller                    | Date retour                   | Équipes participantes         | Équipes restantes             | Date tirage au sort           |
| Phase de qualification (2012) | Phase de qualification (2012) | Phase de qualification (2012) | Phase de qualification (2012) | Phase de qualification (2012) | Phase de qualification (2012) |
| ----------------------------- | ----------------------------- | ----------------------------- | ----------------------------- | ----------------------------- | ----------------------------- |
| Phase de qualification        | du 11 au 16 août              | du 11 au 16 août              | 32                            | 32                            | 28 juin                       |
| Phase finale (2012-2013)      |                               |                               |                               |                               |                               |
| Seizièmes de finale           | 26-27 septembre               | 3-4 octobre                   | 32                            | 16                            | 23 août                       |
| Huitièmes de finale           | 31 octobre-1er novembre       | 7-8 novembre                  | 16                            | 8                             | 23 août                       |
| Quarts de finale              | 20-21 mars                    | 27-28 mars                    | 8                             | 4                             | 27 novembre                   |
| Demi-finale                   | 13-14 avril                   | 20-21 avril                   | 4                             | 2                             | 27 novembre                   |
| Finale                        | jeudi 23 mai                  | jeudi 23 mai                  | 2                             | 1                             | 27 novembre                   |

## Phase de qualification
La phase de groupes est composée de huit groupes de quatre équipes réparties dans les chapeaux suivants selon le coefficient UEFA des clubs à l'issue de la saison 2011-2012 :
| Chapeau 1             | Coeff. | Chapeau 2               | Coeff. | Chapeau 3                | Coeff. | Chapeau 4                 | Coeff. |
| --------------------- | ------ | ----------------------- | ------ | ------------------------ | ------ | ------------------------- | ------ |
| Glasgow City LFC      | 18,615 | MTK Budapest (en)       | 9,295  | ŽNK Osijek               | 5,985  | Pärnu JK                  | 1,660  |
| RTP Unia Racibórz     | 16,285 | FC Bobruitchanka        | 8,445  | KÍ Klaksvík              | 5,985  | Ataşehir Belediyesi       | 1,160  |
| PAOK Salonique        | 15,960 | FK Gintra Universitetas | 7,315  | ŽFK Spartak Subotica     | 5,300  | Cardiff Metropolitan LAFC | 1,155  |
| FCF Zürich            | 12,955 | Zhytlobud-1 Kharkiv     | 7,290  | Peamount United          | 5,145  | FC Noroc                  | 0,495  |
| Apollon Limassol LFC  | 11,970 | PK-35 Vantaa            | 6,960  | ŠK Slovan Bratislava     | 4,815  | KS Ada Velipojë           | 0,000  |
| SU 1° Dezembro        | 11,305 | ASA Tel-Aviv            | 6,475  | Glentoran Belfast United | 1,995  | Skonto Riga               | 0,000  |
| ŽNK SFK 2000 Sarajevo | 09,975 | CFF Olimpia Cluj-Napoca | 6,465  | ŽNK Pomurje              | 1,980  | Birkirkara FC             | 0,000  |
| FC NSA Sofia          | 09,310 | BIIK Kazygurt           | 6,270  | ZFK Naše Taksi           | 1,660  | ŽFK Ekonomist             | 0,000  |

### Groupe A
Les matchs se déroulent à Beltinci en Slovénie.
| Rang | Équipe                  | Pts | J | G | N | P | Bp | Bc | Diff |
| ---- | ----------------------- | --- | - | - | - | - | -- | -- | ---- |
| 1    | FCF Zürich              | 9   | 3 | 3 | 0 | 0 | 14 | 0  | +14  |
| 2    | ŽNK Pomurje             | 6   | 3 | 2 | 0 | 1 | 13 | 5  | +8   |
| 3    | Ataşehir Belediyesi     | 3   | 3 | 1 | 0 | 2 | 5  | 10 | -5   |
| 4    | FK Gintra Universitetas | 0   | 3 | 0 | 0 | 3 | 3  | 20 | -17  |

| Résultats (▼dom., ►ext.) |  |     |     |     |
| Ataşehir Belediyesi      |  | 3-2 | 2-4 | 0-4 |
| FK Gintra Universitetas  |  |     | 1-9 | 0-8 |
| ŽNK Pomurje              |  |     |     | 0-2 |
| FCF Zürich               |  |     |     |     |

### Groupe B
Les matchs se déroulent à Subotica en Serbie.
| Rang | Équipe               | Pts | J | G | N | P | Bp | Bc | Diff |
| ---- | -------------------- | --- | - | - | - | - | -- | -- | ---- |
| 1    | BIIK Kazygurt        | 9   | 3 | 3 | 0 | 0 | 9  | 0  | +9   |
| 2    | ŽFK Spartak Subotica | 6   | 3 | 2 | 0 | 1 | 8  | 2  | +6   |
| 3    | FC NSA Sofia         | 3   | 3 | 1 | 0 | 2 | 2  | 11 | -9   |
| 4    | Pärnu JK             | 0   | 3 | 0 | 0 | 3 | 0  | 6  | -6   |

| Résultats (▼dom., ►ext.) |  |     |     |     |
| BIIK Kazygurt            |  | 3-0 | 4-0 | 2-0 |
| Pärnu JK                 |  |     | 0-2 | 0-1 |
| FC NSA Sofia             |  |     |     | 0-7 |
| ŽFK Spartak Subotica     |  |     |     |     |

### Groupe C
Les matchs se déroulent à Birkirkara à Malte.
| Rang | Équipe                   | Pts | J | G | N | P | Bp | Bc | Diff |
| ---- | ------------------------ | --- | - | - | - | - | -- | -- | ---- |
| 1    | CFF Olimpia Cluj-Napoca  | 9   | 3 | 3 | 0 | 0 | 16 | 3  | +13  |
| 2    | SU 1° Dezembro           | 6   | 3 | 2 | 0 | 1 | 6  | 4  | +2   |
| 3    | Glentoran Belfast United | 3   | 3 | 1 | 0 | 2 | 5  | 9  | -4   |
| 4    | Birkirkara FC            | 0   | 3 | 0 | 0 | 3 | 1  | 12 | -11  |

| Résultats (▼dom., ►ext.) |  |     |     |     |
| SU 1° Dezembro           |  | 1-0 | 4-0 | 1-4 |
| Birkirkara FC            |  |     | 1-3 | 0-8 |
| Glentoran Belfast United |  |     |     | 2-4 |
| CFF Olimpia Cluj-Napoca  |  |     |     |     |

### Groupe D
Les matchs se déroulent à Bratislava en Slovaquie.
| Rang | Équipe               | Pts | J | G | N | P | Bp | Bc | Diff |
| ---- | -------------------- | --- | - | - | - | - | -- | -- | ---- |
| 1    | RTP Unia Racibórz    | 9   | 3 | 3 | 0 | 0 | 17 | 1  | +16  |
| 2    | ŠK Slovan Bratislava | 6   | 3 | 2 | 0 | 1 | 11 | 7  | +4   |
| 3    | FC Bobruitchanka     | 3   | 3 | 1 | 0 | 2 | 7  | 9  | -2   |
| 4    | ŽFK Ekonomist        | 0   | 3 | 0 | 0 | 3 | 2  | 20 | -18  |

| Résultats (▼dom., ►ext.) |  |     |     |     |
| ŠK Slovan Bratislava     |  | 3-2 | 8-0 | 0-5 |
| FC Bobruitchanka         |  |     | 5-1 | 0-5 |
| ŽFK Ekonomist            |  |     |     | 1-7 |
| RTP Unia Racibórz        |  |     |     |     |

### Groupe E
Les matchs se déroulent à Sarajevo en Bosnie-Herzégovine.
| Rang | Équipe                    | Pts | J | G | N | P | Bp | Bc | Diff |
| ---- | ------------------------- | --- | - | - | - | - | -- | -- | ---- |
| 1    | ŽNK SFK 2000 Sarajevo     | 7   | 3 | 2 | 1 | 0 | 6  | 1  | +5   |
| 2    | Peamount United           | 6   | 3 | 2 | 0 | 1 | 9  | 4  | +5   |
| 3    | ASA Tel-Aviv              | 4   | 3 | 1 | 1 | 1 | 6  | 6  | 0    |
| 4    | Cardiff Metropolitan LAFC | 0   | 3 | 0 | 0 | 3 | 0  | 10 | -10  |

| Résultats (▼dom., ►ext.)  |  |     |     |     |
| ASA Tel-Aviv              |  | 5-0 | 0-5 | 1-1 |
| Cardiff Metropolitan LAFC |  |     | 0-4 | 0-1 |
| Peamount United           |  |     |     | 0-4 |
| ŽNK SFK 2000 Sarajevo     |  |     |     |     |

### Groupe F
Les matchs se déroulent à Limassol à Chypre.
| Rang | Équipe               | Pts | J | G | N | P | Bp | Bc | Diff |
| ---- | -------------------- | --- | - | - | - | - | -- | -- | ---- |
| 1    | Apollon Limassol LFC | 9   | 3 | 3 | 0 | 0 | 31 | 0  | +31  |
| 2    | Zhytlobud-1 Kharkiv  | 6   | 3 | 2 | 0 | 1 | 16 | 5  | +11  |
| 3    | KÍ Klaksvík          | 3   | 3 | 1 | 0 | 2 | 12 | 10 | +2   |
| 4    | KS Ada Velipojë      | 0   | 3 | 0 | 0 | 3 | 2  | 46 | -44  |

| Résultats (▼dom., ►ext.) |  |     |     |      |
| Zhytlobud-1 Kharkiv      |  | 2-1 | 0-3 | 14-1 |
| KÍ Klaksvík              |  |     | 0-7 | 11-1 |
| Apollon Limassol LFC     |  |     |     | 21-0 |
| KS Ada Velipojë          |  |     |     |      |

### Groupe G
Les matchs se déroulent à Skopje en Macédoine.
| Rang | Équipe            | Pts | J | G | N | P | Bp | Bc | Diff |
| ---- | ----------------- | --- | - | - | - | - | -- | -- | ---- |
| 1    | MTK Budapest (en) | 9   | 3 | 3 | 0 | 0 | 14 | 0  | +14  |
| 2    | PAOK Salonique    | 6   | 3 | 2 | 0 | 1 | 9  | 2  | +7   |
| 3    | ZFK Naše Taksi    | 3   | 3 | 1 | 0 | 2 | 5  | 10 | -5   |
| 4    | Skonto Riga       | 0   | 3 | 0 | 0 | 3 | 2  | 18 | -16  |

| Résultats (▼dom., ►ext.) |  |     |     |     |
| MTK Budapest (en)        |  | 7-0 | 2-0 | 5-0 |
| ZFK Naše Taksi           |  |     | 0-1 | 5-2 |
| PAOK Salonique           |  |     |     | 8-0 |
| Skonto Riga              |  |     |     |     |

### Groupe H
Les matchs se déroulent à Vantaa en Finlande.
| Rang | Équipe           | Pts | J | G | N | P | Bp | Bc | Diff |
| ---- | ---------------- | --- | - | - | - | - | -- | -- | ---- |
| 1    | Glasgow City LFC | 7   | 3 | 2 | 1 | 0 | 15 | 3  | +12  |
| 2    | PK-35 Vantaa     | 7   | 3 | 2 | 1 | 0 | 10 | 2  | +8   |
| 3    | ŽNK Osijek       | 3   | 3 | 1 | 0 | 2 | 14 | 7  | +7   |
| 4    | FC Noroc         | 0   | 3 | 0 | 0 | 3 | 1  | 28 | -27  |

| Résultats (▼dom., ►ext.) |  |      |      |     |
| Glasgow City LFC         |  | 11-0 | 3-2  | 1-1 |
| FC Noroc                 |  |      | 1-11 | 0-6 |
| ŽNK Osijek               |  |      |      | 1-3 |
| PK-35 Vantaa             |  |      |      |     |

### Deuxièmes des groupes
Les résultats des deuxièmes de chaque groupe sont repris dans un autre classement où l'on ne tient compte que des résultats face aux premiers et au troisièmes de chaque groupes, les deux meilleurs se qualifient également pour les seizièmes de finale.
| Rang | Équipe               | Pts | J | G | N | P | Bp | Bc | Diff |
| ---- | -------------------- | --- | - | - | - | - | -- | -- | ---- |
| 1    | PK-35 Vantaa         | 4   | 2 | 1 | 1 | 0 | 4  | 2  | +2   |
| 2    | ŽFK Spartak Subotica | 3   | 2 | 1 | 0 | 1 | 7  | 2  | +5   |
| 3    | SU 1° Dezembro       | 3   | 2 | 1 | 0 | 1 | 5  | 4  | +1   |
| 4    | Peamount United      | 3   | 2 | 1 | 0 | 1 | 5  | 4  | +1   |
| 5    | ŽNK Pomurje          | 3   | 2 | 1 | 0 | 1 | 4  | 4  | 0    |
| 6    | PAOK Salonique       | 3   | 2 | 1 | 0 | 1 | 1  | 2  | -1   |
| 7    | Zhytlobud-1 Kharkiv  | 3   | 2 | 1 | 0 | 1 | 2  | 4  | -2   |
| 8    | ŠK Slovan Bratislava | 3   | 2 | 1 | 0 | 1 | 3  | 7  | -4   |

## Phase finale

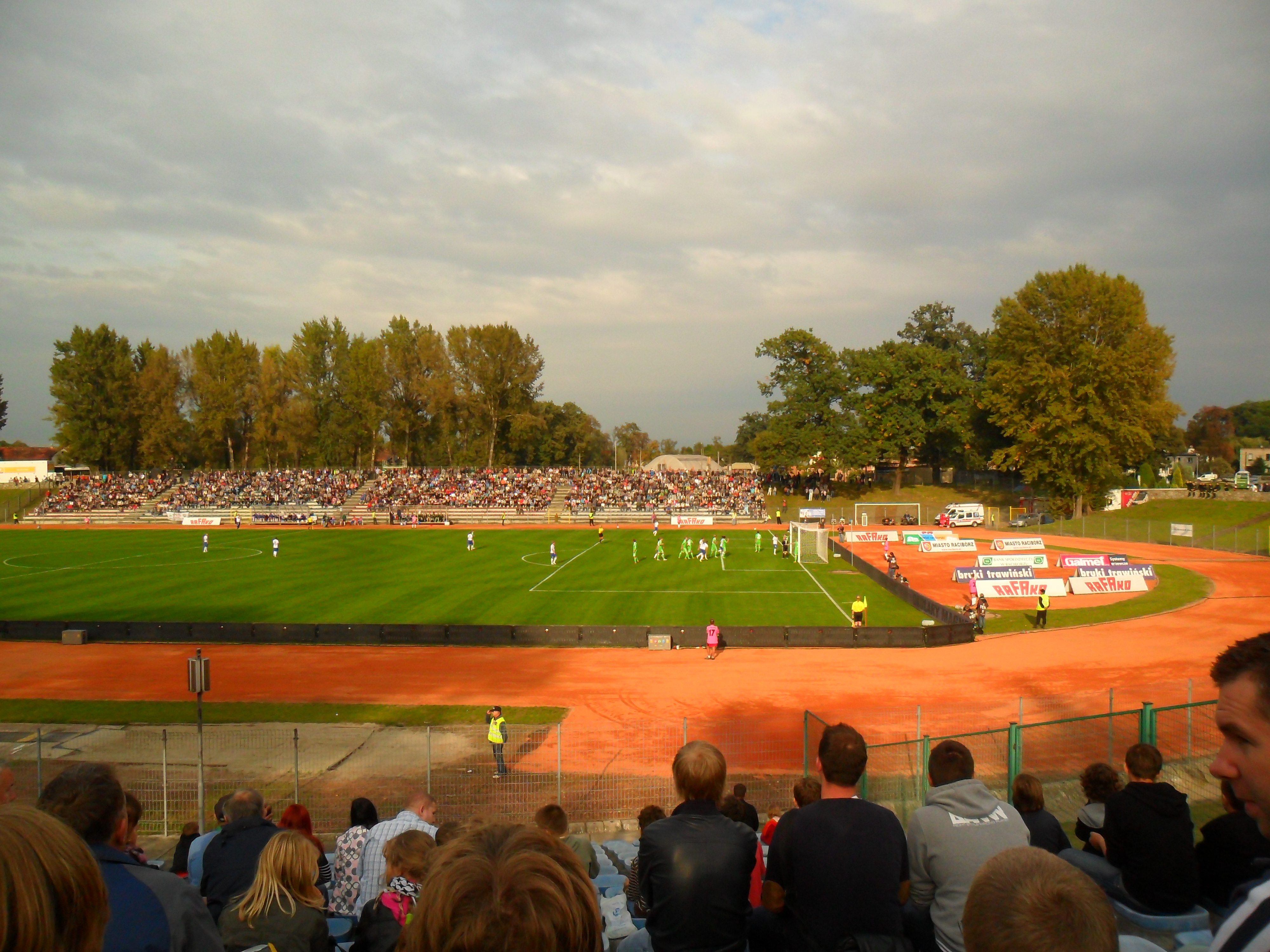
RTP Unia Racibórz-VfL Wolfsbourg, le 27 septembre 2012.

La phase finale oppose les vingt-deux équipes qualifiées directement, les premiers de chaque groupe et les deux meilleurs deuxième lors de matchs aller-retour selon un tirage au sort avec têtes de séries pour les seizièmes de finale puis intégral à partir des huitièmes de finale. Les têtes de série pour les seizièmes de finale sont définies selon le coefficient UEFA 2011-2012 des clubs :
| Tête de série           | Coeff.  | Non tête de série                 | Coeff. |
| ----------------------- | ------- | --------------------------------- | ------ |
| Olympique lyonnais      | 123,400 | Glasgow City LFC (Qualif.)        | 18,615 |
| FFC Turbine Potsdam     | 091,104 | RTP Unia Racibórz (Qualif.)       | 16,285 |
| Arsenal LFC             | 070,520 | Standard de Liège                 | 15,600 |
| WFC Rossiyanka          | 058,800 | Birmingham City LFC               | 14,520 |
| Brøndby IF              | 050,045 | Stabæk Fotball                    | 13,085 |
| Torres CF               | 045,035 | FCF Zürich (Qualif.)              | 12,955 |
| FCF Juvisy              | 038,400 | Apollon Limassol LFC (Qualif.)    | 11,970 |
| ASDCF Bardolino Vérone  | 038,035 | ŽNK SFK 2000 Sarajevo (Qualif.)   | 09,975 |
| SV Neulengbach          | 037,240 | MTK Budapest (en) (Qualif.)       | 09,295 |
| Kopparbergs/Göteborg FC | 035,130 | FC Barcelone                      | 09,075 |
| AC Sparta Prague        | 034,580 | PK-35 Vantaa (Qualif.)            | 06,960 |
| Fortuna Hjørring        | 034,045 | Ungmennafélagið Stjarnan          | 06,600 |
| LBFC Malmö              | 033,130 | CFF Olimpia Cluj-Napoca (Qualif.) | 06,465 |
| Røa IL                  | 029,085 | BIIK Kazygurt (Qualif.)           | 06,270 |
| VfL Wolfsbourg          | 028,104 | ŽFK Spartak Subotica (Qualif.)    | 05,300 |
| FK Zorkiy Krasnogorsk   | 019,800 | ADO La Haye                       | 04,790 |

### Seizièmes de finale
| Pays | Club                     | Aller | Retour     | Club                    | Pays |
| ---- | ------------------------ | ----- | ---------- | ----------------------- | ---- |
|      | Ungmennafélagið Stjarnan | 0-0   | 1-3        | FK Zorkiy Krasnogorsk   |      |
|      | FCF Zürich               | 1-1   | 0-1        | FCF Juvisy              |      |
|      | PK-35 Vantaa             | 0-7   | 0-5        | Olympique lyonnais      |      |
|      | Birmingham City LFC      | 2-0   | 0-3 (a.p.) | ASDCF Bardolino Vérone  |      |
|      | Glasgow City LFC         | 1-2   | 0-0        | Fortuna Hjørring        |      |
|      | MTK Budapest (en)        | 0-4   | 1-6        | LBFC Malmö              |      |
|      | CFF Olimpia Cluj-Napoca  | 1-1   | 2-2 (a.p.) | SV Neulengbach          |      |
|      | RTP Unia Racibórz        | 1-5   | 1-6        | VfL Wolfsbourg          |      |
|      | Apollon Limassol LFC     | 2-3   | 1-3        | Torres CF               |      |
|      | Stabæk Fotball           | 2-0   | 3-3        | Brøndby IF              |      |
|      | ŽNK SFK 2000 Sarajevo    | 0-3   | 0-3        | AC Sparta Prague        |      |
|      | BIIK Kazygurt            | 0-4   | 0-4        | Røa IL                  |      |
|      | Standard de Liège        | 1-3   | 0-5        | FFC Turbine Potsdam     |      |
|      | ADO La Haye              | 1-4   | 2-1        | WFC Rossiyanka          |      |
|      | ŽFK Spartak Subotica     | 0-1   | 0-3        | Kopparbergs/Göteborg FC |      |
|      | FC Barcelone             | 0-3   | 0-4        | Arsenal LFC             |      |

### Huitièmes de finale
| Pays | Club                   | Aller | Retour | Club                    | Pays |
| ---- | ---------------------- | ----- | ------ | ----------------------- | ---- |
|      | Torres CF              | 4-1   | 3-0    | CFF Olimpia Cluj-Napoca |      |
|      | ASDCF Bardolino Vérone | 0-1   | 0-2    | LBFC Malmö              |      |
|      | Fortuna Hjørring       | 1-1   | 2-3    | Kopparbergs/Göteborg FC |      |
|      | VfL Wolfsbourg         | 4-1   | 1-1    | Røa IL                  |      |
|      | AC Sparta Prague       | 0-1   | 2-2    | WFC Rossiyanka          |      |
|      | FK Zorkiy Krasnogorsk  | 0-9   | 0-2    | Olympique lyonnais      |      |
|      | Arsenal LFC            | 2-1   | 4-3    | FFC Turbine Potsdam     |      |
|      | Stabæk Fotball         | 0-0   | 1-2    | FCF Juvisy              |      |

### Tableau final
Le tirage au sort intégral du tableau final a lieu le 27 novembre 2012 au siège de l'UEFA. Les demi-finales et la finale sont aussi tirées au sort à ce moment-là.
|  | Quarts de finale        | Quarts de finale        | Quarts de finale    | Quarts de finale   |                    |                    | Demi-finales        | Demi-finales        | Demi-finales        | Demi-finales        |  |  | Finale      | Finale      | Finale      | Finale      |
|  |                         |                         |                     |                    |                    |                    |                     |                     |                     |                     |  |  |             |             |             |             |
|  | 20 et 27 mars 2013      | 20 et 27 mars 2013      | 20 et 27 mars 2013  | 20 et 27 mars 2013 |                    |                    | 14 et 21 avril 2013 | 14 et 21 avril 2013 | 14 et 21 avril 2013 | 14 et 21 avril 2013 |  |  | 23 mai 2013 | 23 mai 2013 | 23 mai 2013 | 23 mai 2013 |
|  | 20 et 27 mars 2013      | 20 et 27 mars 2013      | 20 et 27 mars 2013  | 20 et 27 mars 2013 |                    |                    | 14 et 21 avril 2013 | 14 et 21 avril 2013 | 14 et 21 avril 2013 | 14 et 21 avril 2013 |  |  | 23 mai 2013 | 23 mai 2013 | 23 mai 2013 | 23 mai 2013 |
|  | Arsenal LFC             | Arsenal LFC             | 3                   | 1                  |                    |                    | 14 et 21 avril 2013 | 14 et 21 avril 2013 | 14 et 21 avril 2013 | 14 et 21 avril 2013 |  |  | 23 mai 2013 | 23 mai 2013 | 23 mai 2013 | 23 mai 2013 |
|  | Arsenal LFC             | Arsenal LFC             | 3                   | 1                  |                    |                    | 14 et 21 avril 2013 | 14 et 21 avril 2013 | 14 et 21 avril 2013 | 14 et 21 avril 2013 |  |  | 23 mai 2013 | 23 mai 2013 | 23 mai 2013 | 23 mai 2013 |
|  | Torres CF               | Torres CF               | 1                   | 0                  |                    |                    | 14 et 21 avril 2013 | 14 et 21 avril 2013 | 14 et 21 avril 2013 | 14 et 21 avril 2013 |  |  | 23 mai 2013 | 23 mai 2013 | 23 mai 2013 | 23 mai 2013 |
|  | Torres CF               | Torres CF               | 1                   | 0                  | Arsenal LFC        | Arsenal LFC        | 0                   | 1                   |                     |                     |  |  | 23 mai 2013 | 23 mai 2013 | 23 mai 2013 | 23 mai 2013 |
|  | 20 et 28 mars 2013      |                         |                     |                    | Arsenal LFC        | Arsenal LFC        | 0                   | 1                   |                     |                     |  |  | 23 mai 2013 | 23 mai 2013 | 23 mai 2013 | 23 mai 2013 |
|  |                         |                         | VfL Wolfsbourg      | VfL Wolfsbourg     | 2                  | 2                  |                     |                     |                     |                     |  |  | 23 mai 2013 | 23 mai 2013 | 23 mai 2013 | 23 mai 2013 |
|  | VfL Wolfsbourg          | VfL Wolfsbourg          | VfL Wolfsbourg      | VfL Wolfsbourg     | 2                  | 2                  | 2                   | 2                   |                     |                     |  |  | 23 mai 2013 | 23 mai 2013 | 23 mai 2013 | 23 mai 2013 |
|  | VfL Wolfsbourg          | VfL Wolfsbourg          | 13 et 21 avril 2013 |                    |                    |                    | 2                   | 2                   |                     |                     |  |  | 23 mai 2013 | 23 mai 2013 | 23 mai 2013 | 23 mai 2013 |
|  | WFC Rossiyanka          | WFC Rossiyanka          | 1                   | 0                  |                    |                    |                     |                     |                     |                     |  |  | 23 mai 2013 | 23 mai 2013 | 23 mai 2013 | 23 mai 2013 |
|  | WFC Rossiyanka          | WFC Rossiyanka          | 1                   | 0                  | VfL Wolfsbourg     | VfL Wolfsbourg     | 1                   | 1                   |                     |                     |  |  |             |             |             |             |
|  | 20 et 28 mars 2013      |                         |                     |                    | VfL Wolfsbourg     | VfL Wolfsbourg     | 1                   | 1                   |                     |                     |  |  |             |             |             |             |
|  |                         |                         | Olympique lyonnais  | Olympique lyonnais | 0                  | 0                  |                     |                     |                     |                     |  |  |             |             |             |             |
|  | Olympique lyonnais      | Olympique lyonnais      | Olympique lyonnais  | Olympique lyonnais | 0                  | 0                  | 5                   | 3                   |                     |                     |  |  |             |             |             |             |
|  | Olympique lyonnais      | Olympique lyonnais      |                     |                    |                    |                    |                     |                     |                     |                     |  |  |             |             |             |             |
|  | LBFC Malmö              | LBFC Malmö              | 0                   | 0                  |                    |                    |                     |                     |                     |                     |  |  |             |             |             |             |
|  | LBFC Malmö              | LBFC Malmö              | 0                   | 0                  | Olympique lyonnais | Olympique lyonnais | 3                   | 6                   |                     |                     |  |  |             |             |             |             |
|  | 20 et 27 mars 2013      |                         |                     |                    | Olympique lyonnais | Olympique lyonnais | 3                   | 6                   |                     |                     |  |  |             |             |             |             |
|  |                         |                         | FCF Juvisy          | FCF Juvisy         | 0                  | 1                  |                     |                     |                     |                     |  |  |             |             |             |             |
|  | FCF Juvisy              | FCF Juvisy              | FCF Juvisy          | FCF Juvisy         | 0                  | 1                  | 1                   | 3                   |                     |                     |  |  |             |             |             |             |
|  | FCF Juvisy              | FCF Juvisy              |                     |                    |                    |                    |                     | 3                   |                     |                     |  |  |             |             |             |             |
|  | Kopparbergs/Göteborg FC | Kopparbergs/Göteborg FC | 0                   | 1                  |                    |                    |                     |                     |                     |                     |  |  |             |             |             |             |
|  | Kopparbergs/Göteborg FC | Kopparbergs/Göteborg FC | 0                   | 1                  |                    |                    |                     |                     |                     |                     |  |  |             |             |             |             |
|  |                         |                         |                     |                    |                    |                    |                     |                     |                     |                     |  |  |             |             |             |             |

### Quarts de finale
| Pays | Club               | Aller | Retour | Club                    | Pays |
| ---- | ------------------ | ----- | ------ | ----------------------- | ---- |
|      | Arsenal LFC        | 3-1   | 1-0    | Torres CF               |      |
|      | VfL Wolfsbourg     | 2-1   | 2-0    | WFC Rossiyanka          |      |
|      | Olympique lyonnais | 5-0   | 3-0    | LBFC Malmö              |      |
|      | FCF Juvisy         | 1-0   | 3-1    | Kopparbergs/Göteborg FC |      |

### Demi-finales
| Pays | Club               | Aller | Retour | Club           | Pays |
| ---- | ------------------ | ----- | ------ | -------------- | ---- |
|      | Arsenal LFC        | 0-2   | 1-2    | VfL Wolfsbourg |      |
|      | Olympique lyonnais | 3-0   | 6-1    | FCF Juvisy     |      |

### Finale
| 23 mai 2013  | VfL Wolfsbourg            | 1 – 0 | Olympique lyonnais | Stamford Bridge, Londres                                                                                         | |
| 20 h 30 CEST | Martina Müller 73e (pen.) |       |                    | Spectateurs : 19 278 Arbitrage : Teodora Albon Petruta Iugulescu (a) Mihaela Gomoescu (a) Cristina Dorcioman (q) | Spectateurs : 19 278 Arbitrage : Teodora Albon Petruta Iugulescu (a) Mihaela Gomoescu (a) Cristina Dorcioman (q) |
| 20 h 30 CEST | Rapport                   |       |                    | Spectateurs : 19 278 Arbitrage : Teodora Albon Petruta Iugulescu (a) Mihaela Gomoescu (a) Cristina Dorcioman (q) | Spectateurs : 19 278 Arbitrage : Teodora Albon Petruta Iugulescu (a) Mihaela Gomoescu (a) Cristina Dorcioman (q) |

| G               | 1  | Alisa Vetterlein  |   |     |   |     |
| D               | 2  | Luisa Wensing     |   |     |   |     |
| D               | 27 | Josephine Henning |   |     |   |     |
| M               | 3  | Zsanett Jakabfi   | 0 | 78e |   |     |
| M               | 9  | Anna Blässe       |   |     |   |     |
| M               | 13 | Nadine Kessler    |   |     |   |     |
| M               | 18 | Ivonne Hartmann   |   |     |   |     |
| M               | 28 | Lena Goeßling     |   |     |   |     |
| A               | 11 | Alexandra Popp    |   |     |   |     |
| A               | 25 | Martina Müller    |   |     |   |     |
| A               | 26 | Conny Pohlers     | 0 | 82e |   |     |
| Remplaçantes :  |    |                   |   |     |   |     |
| M               | 14 | Lina Magull       | 0 | 78e | 0 | 89e |
| M               | 23 | Navina Omilade    | 0 | 82e |   |     |
| Entraîneur :    |    |                   |   |     |   |     |
| Ralf Kellermann |    |                   |   |     |   |     |

| G              | 26 | Sarah Bouhaddi    |   |     |   |     |
| D              | 3  | Wendie Renard     | 0 | 89e |   |     |
| D              | 5  | Laura Georges     |   |     |   |     |
| D              | 17 | Corine Franco     |   |     |   |     |
| D              | 18 | Sonia Bompastor   |   |     |   |     |
| M              | 6  | Amandine Henry    |   |     |   |     |
| M              | 7  | Megan Rapinoe     | 0 | 46e |   |     |
| M              | 10 | Louisa Necib      |   |     |   |     |
| M              | 23 | Camille Abily     | 0 | 67e |   |     |
| A              | 8  | Lotta Schelin     |   |     |   |     |
| A              | 12 | Élodie Thomis     |   |     |   |     |
| Remplaçantes : |    |                   |   |     |   |     |
| M              | 21 | Lara Dickenmann   | 0 | 46e | 0 | 89e |
| A              | 9  | Eugénie Le Sommer | 0 | 67e |   |     |
| M              | 25 | Amel Majri        | 0 | 89e |   |     |
| Entraîneur :   |    |                   |   |     |   |     |
| Patrice Lair   |    |                   |   |     |   |     |

| Champion d'Europe 2013       |
| ---------------------------- |
| Drapeau de l'Allemagne       |
| VfL Wolfsbourg Premier Titre |

## Statistiques
| Rang | Joueuse          | Club                | Buts |
| ---- | ---------------- | ------------------- | ---- |
| 1    | Patrizia Panico  | Torres CF           | 8    |
| 1    | Conny Pohlers    | VfL Wolfsbourg      | 8    |
| 3    | Lotta Schelin    | Olympique lyonnais  | 7    |
| 4    | Laëtitia Tonazzi | Olympique lyonnais  | 6    |
| 5    | Nataša Andonova  | FFC Turbine Potsdam | 5    |
| 5    | Louisa Necib     | Olympique lyonnais  | 5    |
| 5    | Camille Abily    | Olympique lyonnais  | 5    |
| 8    | Jennifer Beattie | Arsenal LFC         | 4    |
| 8    | Kelly Smith      | Arsenal LFC         | 4    |
| 8    | Martina Muller   | VfL Wolfsbourg      | 4    |
| 11   | 13 joueuses      | 13 joueuses         | 3    |

| Rang | Joueuse         | Club                | Passes |
| ---- | --------------- | ------------------- | ------ |
| 1    | Rachel Yankey   | Arsenal LFC         | 6      |
| 2    | Lisa Evans      | FFC Turbine Potsdam | 4      |
| 2    | Zsanett Jakabfi | VfL Wolfsbourg      | 4      |
| 2    | Sonia Bompastor | Olympique lyonnais  | 4      |
| 5    | 7 joueuses      | 7 joueuses          | 3      |